# Trapani Calcio 1997-1998
Questa pagina raccoglie i dati riguardanti il Trapani Calcio nelle competizioni ufficiali della stagione 1997-1998.

## Stagione
Nella stagione 1997-1998 l'Associazione Sportiva Trapani disputò il campionato di Serie C2, raggiungendo il 5º posto.

## Divise e sponsor
I colori sociali dell'Associazione Sportiva Trapani sono il granata ed il bianco.
| Casa | Trasferta |

## Rosa[1]
| N. |                   | Ruolo | Calciatore         |
| -- | ----------------- | ----- | ------------------ |
|    | Italia (bandiera) | P     | Emiliano Dei       |
|    | Italia (bandiera) | P     | Giovanni Guaiana   |
|    | Italia (bandiera) | D     | Michele Cataldi    |
|    | Italia (bandiera) | D     | Salvatore Colletto |
|    | Italia (bandiera) | D     | Giovanni Freschi   |
|    | Italia (bandiera) | D     | Salvatore Fusco    |
|    | Italia (bandiera) | D     | Massimo Lo Monaco  |
|    | Italia (bandiera) | D     | Vito Incrivaglia   |
|    | Italia (bandiera) | D     | Mattia Esposito    |
|    | Italia (bandiera) | D     | Stefano Trinchera  |
|    | Italia (bandiera) | C     | Alessandro Porro   |
|    | Italia (bandiera) | C     | Pasquale Matarese  |
|    | Italia (bandiera) | C     | Carmelo Formisano  |

| N. |                   | Ruolo | Calciatore         |
| -- | ----------------- | ----- | ------------------ |
|    | Italia (bandiera) | C     | Angelo Giacalone   |
|    | Italia (bandiera) | C     | Calogero Lo Bue    |
|    | Italia (bandiera) | C     | Pietro Zaini       |
|    | Italia (bandiera) | C     | Andrea De Gregorio |
|    | Italia (bandiera) | C     | Gianluca Filicetti |
|    | Italia (bandiera) | A     | Roberto Arco       |
|    | Italia (bandiera) | A     | Alessio Frati      |
|    | Italia (bandiera) | A     | Giuseppe Mosca     |
|    | Italia (bandiera) | A     | Santo Gianguzzo    |
|    | Italia (bandiera) | A     | Giancarlo Ferrara  |
|    | Italia (bandiera) | A     | Emanuele Lupo      |
|    | Italia (bandiera) | A     | Pietro Di Vincenzo |

## Risultati

### Campionato

#### Girone di andata
| Casal di Principe 1º settembre 1997 1ª giornata                 | Albanova  | 1 – 1            | Trapani | Stadio Angelo Scalzone |
| \| \| \| \| \| Cetronio 34’ \| Marcatori \| 52’ (rig.) Mosca \| |           |                  |         |                        |
|                                                                 |           |                  |         |                        |
| Cetronio 34’                                                    | Marcatori | 52’ (rig.) Mosca |         |                        |

| Erice 7 settembre 1997 2ª giornata               | Trapani   | 0 – 1          | Frosinone | Stadio Polisportivo Provinciale |
| \| \| \| \| \| \| Marcatori \| 80’ Campilongo \| |           |                |           |                                 |
|                                                  |           |                |           |                                 |
|                                                  | Marcatori | 80’ Campilongo |           |                                 |

| Erice 14 settembre 1997 3ª giornata             | Trapani   | 1 – 0 | Castrovillari | Stadio Polisportivo Provinciale |
| \| \| \| \| \| Gianguzzo 88’ \| Marcatori \| \| |           |       |               |                                 |
|                                                 |           |       |               |                                 |
| Gianguzzo 88’                                   | Marcatori |       |               |                                 |

| Crotone 21 settembre 1997 4ª giornata       | Crotone   | 0 – 1     | Trapani | Stadio Ezio Scida |
| \| \| \| \| \| \| Marcatori \| 87’ Frati \| |           |           |         |                   |
|                                             |           |           |         |                   |
|                                             | Marcatori | 87’ Frati |         |                   |

| Erice 28 settembre 1997 5ª giornata                   | Trapani   | 1 – 1     | Astrea | Stadio Polisportivo Provinciale |
| \| \| \| \| \| Mosca 11’ \| Marcatori \| 85’ Carli \| |           |           |        |                                 |
|                                                       |           |           |        |                                 |
| Mosca 11’                                             | Marcatori | 85’ Carli |        |                                 |

| Bisceglie 5 ottobre 1997 6ª giornata                  | Bisceglie | 0 – 2               | Trapani | Stadio Gustavo Ventura |
| \| \| \| \| \| \| Marcatori \| 63’ Mosca 80’ Zaini \| |           |                     |         |                        |
|                                                       |           |                     |         |                        |
|                                                       | Marcatori | 63’ Mosca 80’ Zaini |         |                        |

| Erice 12 ottobre 1997 7ª giornata                                         | Trapani   | 1 – 1                  | Sporting Benevento | Stadio Polisportivo Provinciale |
| \| \| \| \| \| Mosca 35’ (rig.) \| Marcatori \| 90’ (rig.) Mastroianni \| |           |                        |                    |                                 |
|                                                                           |           |                        |                    |                                 |
| Mosca 35’ (rig.)                                                          | Marcatori | 90’ (rig.) Mastroianni |                    |                                 |

| Marsala 26 ottobre 1997 8ª giornata         | Marsala   | 0 – 1     | Trapani | Stadio Antonino Lombardo Angotta |
| \| \| \| \| \| \| Marcatori \| 87’ Mosca \| |           |           |         |                                  |
|                                             |           |           |         |                                  |
|                                             | Marcatori | 87’ Mosca |         |                                  |

| Erice 2 novembre 1997 9ª giornata | Trapani | 0 – 0 | Chieti | Stadio Polisportivo Provinciale |

| Catanzaro 9 novembre 1997 10ª giornata                   | Catanzaro | 1 – 0 | Trapani | Stadio Nicola Ceravolo |
| \| \| \| \| \| Incrivaglia 56’ (aut.) \| Marcatori \| \| |           |       |         |                        |
|                                                          |           |       |         |                        |
| Incrivaglia 56’ (aut.)                                   | Marcatori |       |         |                        |

| Olbia 16 novembre 1997 11ª giornata                            | Olbia     | 1 – 1            | Trapani | Stadio Bruno Nespoli |
| \| \| \| \| \| Bencistà 5’ \| Marcatori \| 35’ (rig.) Mosca \| |           |                  |         |                      |
|                                                                |           |                  |         |                      |
| Bencistà 5’                                                    | Marcatori | 35’ (rig.) Mosca |         |                      |

| Erice 23 novembre 1997 12ª giornata                                   | Trapani   | 4 – 0 | Cavese | Stadio Polisportivo Provinciale |
| \| \| \| \| \| Mosca 38’, 51’ Zaini 78’ Lo Bue 90’ \| Marcatori \| \| |           |       |        |                                 |
|                                                                       |           |       |        |                                 |
| Mosca 38’, 51’ Zaini 78’ Lo Bue 90’                                   | Marcatori |       |        |                                 |

| Tricase 7 dicembre 1997 13ª giornata                     | Tricase   | 2 – 0 | Trapani | Stadio Comunale San Vito |
| \| \| \| \| \| Mazzotta 19’ Mitri 55’ \| Marcatori \| \| |           |       |         |                          |
|                                                          |           |       |         |                          |
| Mazzotta 19’ Mitri 55’                                   | Marcatori |       |         |                          |

| Erice 14 dicembre 1997 14ª giornata                | Trapani   | 1 – 0 | Gela J.T. | Stadio Polisportivo Provinciale |
| \| \| \| \| \| Runza 80’ (aut.) \| Marcatori \| \| |           |       |           |                                 |
|                                                    |           |       |           |                                 |
| Runza 80’ (aut.)                                   | Marcatori |       |           |                                 |

| Sora 21 dicembre 1997 15ª giornata                | Sora      | 1 – 0 | Trapani | Stadio Claudio Tomei |
| \| \| \| \| \| Ripa 65’ (rig.) \| Marcatori \| \| |           |       |         |                      |
|                                                   |           |       |         |                      |
| Ripa 65’ (rig.)                                   | Marcatori |       |         |                      |

| Erice 28 dicembre 1997 16ª giornata                                   | Trapani   | 3 – 0 | Catania | Stadio Polisportivo Provinciale |
| \| \| \| \| \| Cataldi 49’ Mosca 85’ Gianguzzo 90’ \| Marcatori \| \| |           |       |         |                                 |
|                                                                       |           |       |         |                                 |
| Cataldi 49’ Mosca 85’ Gianguzzo 90’                                   | Marcatori |       |         |                                 |

| Avezzano 11 gennaio 1998 17ª giornata                  | Avezzano  | 0 – 1                | Trapani | Stadio dei Marsi |
| \| \| \| \| \| \| Marcatori \| 64’ (aut.) Giubilato \| |           |                      |         |                  |
|                                                        |           |                      |         |                  |
|                                                        | Marcatori | 64’ (aut.) Giubilato |         |                  |

#### Girone di ritorno
| Erice 18 gennaio 1998 18ª giornata | Trapani | 0 – 0 | Albanova | Stadio Polisportivo Provinciale |

| Frosinone 25 gennaio 1998 19ª giornata | Frosinone | 0 – 0 | Trapani | Stadio Matusa |

| Castrovillari 1º febbraio 1998 20ª giornata                             | Castrovillari | 1 – 1              | Trapani | Stadio Mimmo Rende |
| \| \| \| \| \| Marulla 51’ (rig.) \| Marcatori \| 77’ (aut.) De Rosa \| |               |                    |         |                    |
|                                                                         |               |                    |         |                    |
| Marulla 51’ (rig.)                                                      | Marcatori     | 77’ (aut.) De Rosa |         |                    |

| Erice 8 febbraio 1998 21ª giornata                             | Trapani   | 2 – 0 | Crotone | Stadio Polisportivo Provinciale |
| \| \| \| \| \| De Gregorio 49’ Matarese 83’ \| Marcatori \| \| |           |       |         |                                 |
|                                                                |           |       |         |                                 |
| De Gregorio 49’ Matarese 83’                                   | Marcatori |       |         |                                 |

| Roma 15 febbraio 1998 22ª giornata                | Astrea    | 1 – 0 | Trapani | Stadio Giuseppe Falcone |
| \| \| \| \| \| Carnesecchi 68’ \| Marcatori \| \| |           |       |         |                         |
|                                                   |           |       |         |                         |
| Carnesecchi 68’                                   | Marcatori |       |         |                         |

| Erice 22 febbraio 1998 23ª giornata                      | Trapani   | 1 – 1        | Bisceglie | Stadio Polisportivo Provinciale |
| \| \| \| \| \| Mosca 18’ \| Marcatori \| 64’ Frazzica \| |           |              |           |                                 |
|                                                          |           |              |           |                                 |
| Mosca 18’                                                | Marcatori | 64’ Frazzica |           |                                 |

| Benevento 8 marzo 1998 24ª giornata                                    | Sporting Benevento | 0 –                                  | Trapani | Stadio Ciro Vigorito |
| \| \| \| \| \| \| Marcatori \| 83’ (rig.) Incrivaglia 90’ Gianguzzo \| |                    |                                      |         |                      |
|                                                                        |                    |                                      |         |                      |
|                                                                        | Marcatori          | 83’ (rig.) Incrivaglia 90’ Gianguzzo |         |                      |

| Erice 15 marzo 1998 25ª giornata                          | Trapani   | 1 – 1       | Marsala | Stadio Polisportivo Provinciale |
| \| \| \| \| \| Ferrara 72’ \| Marcatori \| 8’ Di Renzo \| |           |             |         |                                 |
|                                                           |           |             |         |                                 |
| Ferrara 72’                                               | Marcatori | 8’ Di Renzo |         |                                 |

| Chieti 22 marzo 1998 26ª giornata                  | Chieti    | 0 – 1            | Trapani | Stadio Guido Angelini |
| \| \| \| \| \| \| Marcatori \| 60’ (rig.) Mosca \| |           |                  |         |                       |
|                                                    |           |                  |         |                       |
|                                                    | Marcatori | 60’ (rig.) Mosca |         |                       |

| Erice 29 marzo 1998 27ª giornata                                     | Trapani   | 1 – 2             | Catanzaro | Stadio Polisportivo Provinciale |
| \| \| \| \| \| Mosca 57’ (rig.) \| Marcatori \| 29’, 85’ Anzalone \| |           |                   |           |                                 |
|                                                                      |           |                   |           |                                 |
| Mosca 57’ (rig.)                                                     | Marcatori | 29’, 85’ Anzalone |           |                                 |

| Erice 5 aprile 1998 28ª giornata                                                      | Trapani   | 3 – 1      | Olbia | Stadio Polisportivo Provinciale |
| \| \| \| \| \| Incrivaglia 9’ Zaini 49’ De Gregorio 67’ \| Marcatori \| 77’ Persia \| |           |            |       |                                 |
|                                                                                       |           |            |       |                                 |
| Incrivaglia 9’ Zaini 49’ De Gregorio 67’                                              | Marcatori | 77’ Persia |       |                                 |

| Cava de'Tirreni 11 aprile 1998 29ª giornata                 | Cavese    | 1 – 1           | Trapani | Stadio Simonetta Lamberti |
| \| \| \| \| \| Amato 90’ \| Marcatori \| 17’ De Gregorio \| |           |                 |         |                           |
|                                                             |           |                 |         |                           |
| Amato 90’                                                   | Marcatori | 17’ De Gregorio |         |                           |

| Erice 19 aprile 1998 30ª giornata                       | Trapani   | 2 – 0 | Tricase | Stadio Polisportivo Provinciale |
| \| \| \| \| \| Ferrara 46’ Mosca 70’ \| Marcatori \| \| |           |       |         |                                 |
|                                                         |           |       |         |                                 |
| Ferrara 46’ Mosca 70’                                   | Marcatori |       |         |                                 |

| Gela 26 aprile 1998 31ª giornata                                       | Gela J.T. | 2 – 1     | Trapani | Stadio Vincenzo Presti |
| \| \| \| \| \| Comandatore 14’ Di Meo 68’ \| Marcatori \| 78’ Mosca \| |           |           |         |                        |
|                                                                        |           |           |         |                        |
| Comandatore 14’ Di Meo 68’                                             | Marcatori | 78’ Mosca |         |                        |

| Erice 3 maggio 1998 32ª giornata                 | Trapani   | 0 – 1          | Sora | Stadio Polisportivo Provinciale |
| \| \| \| \| \| \| Marcatori \| 79’ Capparella \| |           |                |      |                                 |
|                                                  |           |                |      |                                 |
|                                                  | Marcatori | 79’ Capparella |      |                                 |

| Catania 10 maggio 1998 33ª giornata                                                                    | Catania   | 3 – 2                      | Trapani | Stadio Cibali |
| \| \| \| \| \| Brutto 4’ Furlanetto 82’ (rig.) Ricca 86’ \| Marcatori \| 50’ (rig.) Mosca 90’ Mosca \| |           |                            |         |               |
| |           |                            |         |               |
| Brutto 4’ Furlanetto 82’ (rig.) Ricca 86’                                                              | Marcatori | 50’ (rig.) Mosca 90’ Mosca |         |               |

| Erice 17 maggio 1998 34ª giornata                                                                  | Trapani   | 3 – 2                            | Avezzano | Stadio Polisportivo Provinciale |
| \| \| \| \| \| Lo Bue 4’ Zaini 43’ Ferrara 57’ \| Marcatori \| 8’ Pietrucci 42’ (rig.) Bozzetti \| |           |                                  |          |                                 |
| |           |                                  |          |                                 |
| Lo Bue 4’ Zaini 43’ Ferrara 57’                                                                    | Marcatori | 8’ Pietrucci 42’ (rig.) Bozzetti |          |                                 |

## Semifinali
| Arbitro: | Linfatici |

|                  |           |               |
| Mosca 86’ (rig.) | Marcatori | Tagliente 20’ |

| Arbitro: | Manari |

|                   |           |  |
| Grieco rig.’ (21) | Marcatori |  |

## Risultati (da ripassare)

### Campionato

#### Girone di andata
- 31 agosto: Albanova-Trapani 1-1 (Cetronio-Mosca, rig.);
- 7 settembre: Trapani-Frosinone 0-1 (Campilongo);
- 14 settembre: Trapani-Castrovillari 1-0 (Gianguzzo);
- 21 settembre: Crotone-Trapani 0-1 (Frati);
- 28 settembre: Trapani-Astrea 1-1 (Mosca-Carli);
- 5 ottobre: Bisceglie-Trapani 0-2 (Mosca-Zaini);
- 12 ottobre: Trapani-Benevento 1-1 (Mosca, rig.-Passiatore, rig.);
- 26 ottobre: Marsala-Trapani 0-1 (Mosca);
- 2 novembre: Trapani-Chieti 0-0;
- 9 novembre: Catanzaro-Trapani 1-0 (Incrivaglia, aut.);
- 16 novembre: Olbia-Trapani 1-1 (Bencistà-Mosca, rig.);[8]
- 23 novembre: Trapani-Cavese 4-0 (Mosca-Mosca-Zaini-Lo Bue);
- 7 dicembre: Tricase-Trapani 2-0 (D. Mazzotta-Mitri);
- 14 dicembre: Trapani-Juve Terranova 1-0 (Runza, aut.);
- 21 dicembre: Sora-Trapani 1-0 (Ripa, rig.);
- 28 dicembre: Trapani-Catania 3-0 (Cataldi-Mosca-Gianguzzo);
- 11 gennaio: Avezzano-Trapani 0-1 (Giubilato, aut.);

#### Girone di ritorno
- 18 gennaio: Trapani-Albanova 0-0;
- 25 gennaio: Frosinone-Trapani 0-0;
- 1º febbraio: Castrovillari-Trapani 1-1 (Marulla, rig.-De Rosa, aut.);
- 8 febbraio: Trapani-Crotone 2-0 (De Gregorio-Matarese);
- 15 febbraio: Astrea-Trapani 1-0 (Carnesecchi);
- 22 febbraio: Trapani-Bisceglie 1-1 (Mosca-Frazzica);
- 8 marzo: Benevento-Trapani 0-2 (Incrivaglia, rig.-Gianguzzo);
- 15 marzo: Trapani-Marsala 1-1 (Di Renzo-Ferrara);
- 22 marzo: Chieti-Trapani 0-1 (Mosca, rig.);
- 29 marzo: Trapani-Catanzaro 1-2 (Anzalone-Mosca, rig.-Anzalone);
- 5 aprile: Trapani-Olbia 3-1 (Incrivaglia-Zaini-De Gregorio-Persia);
- 11 aprile: Cavese-Trapani 1-1 (De Gregorio-Amato);
- 19 aprile: Trapani-Tricase 2-0 (Ferrara-Mosca);
- 26 aprile: Juve Terranova-Trapani 2-1 (Comandatore-Di Meo-Mosca);
- 3 maggio: Trapani-Sora 0-1 (Capparella);
- 10 maggio: Catania-Trapani 3-2 (Brutto-Mosca, rig.-Furlanetto-Ricca-Mosca);
- 17 maggio: Trapani-Avezzano 3-2 (Lo Bue-Pietrucci- Bozzetti, rig.-Zaini-Ferrara).

### Coppa Italia

#### Sedicesimi di finale
|         | 30.10.1997 | 19.11.1997 |         |
| ------- | ---------- | ---------- | ------- |
| Trapani | 1 - 1      | 1 - 3      | Palermo |

## Statistiche

### Statistiche di squadra
|  |    | Classifica Girone C | Pt | G  | V  | N  | P  | GF | GS |
|  | -- | ------------------- | -- | -- | -- | -- | -- | -- | -- |
|  | 4. | Sora                | 55 | 34 | 14 | 15 | 5  | 35 | 25 |
|  | 5. | Trapani             | 53 | 34 | 14 | 11 | 9  | 39 | 25 |
|  | 6. | Catanzaro           | 48 | 34 | 12 | 12 | 10 | 32 | 30 |